# Konrad Prószyński

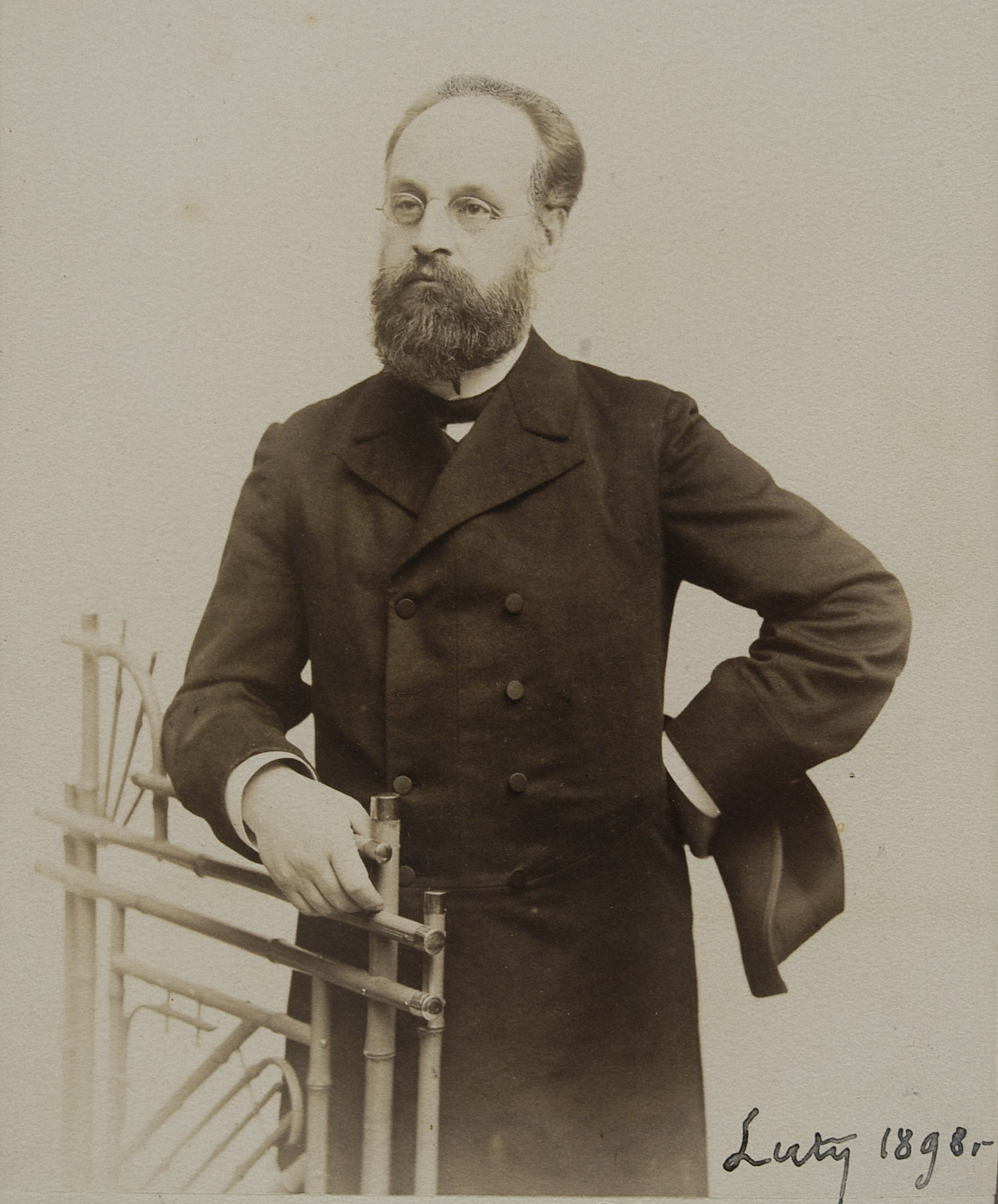
Konrad Prószyński, 1898 r.

Konrad Prószyński, ps. „Kazimierz Promyk”, „Pisarz Gazety Świątecznej” (ur. 7 lutego?/19 lutego 1851 w Mińsku, zm. 8 lipca 1908 w Warszawie) – polski działacz oświatowy, pisarz, wydawca.

## Życiorys
Urodzony w zubożałej rodzinie szlacheckiej. Był synem Stanisława Antoniego Prószyńskiego i Pelagii z domu Kułak. Ojciec jego prowadził w Mińsku zakład fotograficzny, jeden z pierwszych w Polsce (założony w 1839 roku). Jako młody człowiek zesłany wraz z rodzicami i rodzeństwem do Tomska w zachodniej Syberii w wyniku oskarżenia ojca o działalność patriotyczną, polegającą między innymi na umieszczaniu symboli narodowych Polski i Litwy na wykonywanych przez niego fotografiach rodzinnych. Na zesłaniu poznał Stanisława Witkiewicza, późniejszego historyka sztuki i krytyka literackiego, syna Ignacego Witkiewicza zesłanego do Tomska za udział w powstaniu styczniowym. Przedostał się wraz ze Stanisławem Witkiewiczem w wieku 17 lat do kraju i po kilkuletnich staraniach, w 1873 roku, uzyskał zwolnienie rodziców i rodzeństwa z zesłania.
W 1875 założył tajne Towarzystwo Oświaty Narodowej mające na celu szerzenie oświaty wśród ludu; autor elementarzy, m.in. pierwszego nowoczesnego elementarza (wyd. 1875) oraz wydanej w 1879 Obrazkowej nauki czytania i pisania (zwycięstwo na międzynarodowej wystawie Londyńskiego Towarzystwa Pedagogicznego 1893). Propagował nauczanie indywidualne metodą samokształcenia; położył zasługi w upowszechnianiu czytelnictwa na wsi. Od 1881 wydawał tygodnik dla chłopów Gazeta Świąteczna. Zwolennik pracy organicznej i solidaryzmu narodowego. W 1878 założył w Warszawie Księgarnię Krajową, zajmującą się rozpowszechnianiem literatury popularnej oraz popularnonaukowej. Otrzymał tytuł członka honorowego Towarzystwa Szkoły Ludowej.
Był członkiem Ligi Narodowej.
Został pochowany na cmentarzu Powązkowskim (kwatera T-1-15/16).

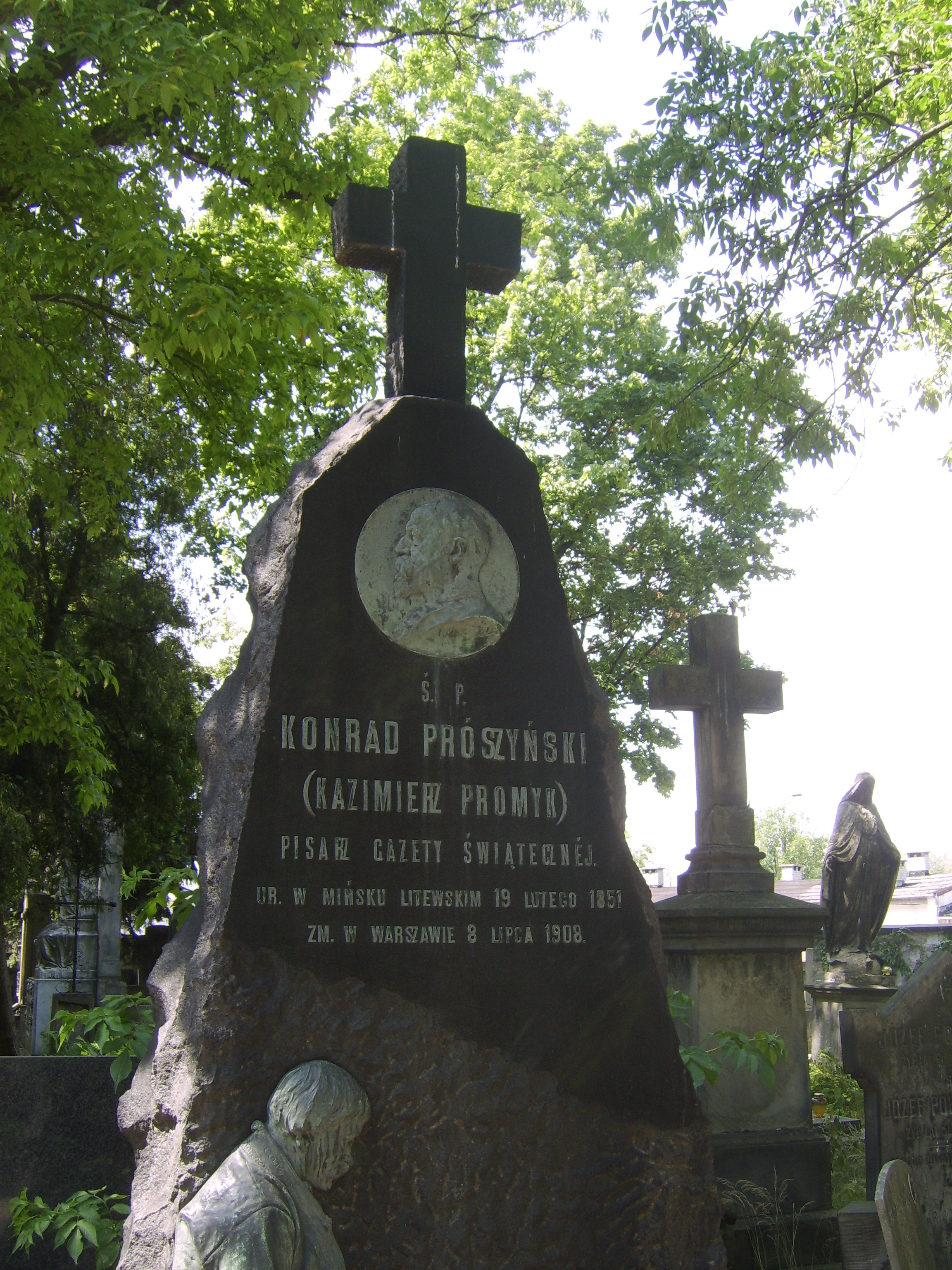
Grób pisarza Konrada Prószyńskiego

## Upamiętnienie
W 1911 planowano ustanowienie pomnika Konrada Prószyńskiego według przygotowanego projektu Czesława Makowskiego.
Jednej z ulic na Starym Żoliborzu w Warszawie nadano imię Kazimierza Promyka.
Swoim patronem ustanowiła go zarejestrowana w 2019 fundacja Instytut im. Kazimierza Promyka, w październiku 2024 przemianowana na Obserwatorium Rozwoju Gospodarki i Demokracji. Fundacja skupiała „młodych ekspertów” wywodzących się z kierownictwa Niezależnego Zrzeszenia Studentów, współpracując z Jarosławem Gowinem, Przemysławem Czarnkiem oraz kierowanym przez Witolda d'Humilly de Chevilly i Tomasza Porębę think tankiem New Direction. W latach 2019–2021 otrzymała 1,4 mln zł dotacji z Narodowego Instytutu Wolności, plasując się w czołówce dofinansowanych organizacji.

## Rodzina
Dwukrotnie żonaty, z Cecylią z domu Puciata (zmarła w 1884 r.) oraz z Wandą z Korzonów. Z pierwszą żoną miał czworo dzieci, z drugą siedmioro.
Jego dzieci i wnuki to: 
- Tadeusz Anastazy (1873-1925) dziennikarz, redaktor "Gazety Świątecznej" i poseł na Sejm;
- Kazimierz (1875-1945) wynalazca i konstruktor;
- Jadwiga (1877-1956) rysowniczka, żona senatora Michała Roga;
- Stefan (1879-1955) prawnik, profesor UMK w Toruniu;
- Tomasz (1887-1912) architekt;
- Pelagia Wanda (1889-1953) redaktorka "Gazety Świątecznej", żona agronoma Piotra Gałąski;
- Konrad Marcjan (1891-1944) kapitan marynarki handlowej i dziennikarz, ostatni redaktor "Gazety Świątecznej";
- Janina (1892-1956) malarka i dziennikarka;
- Stanisława (1896-1966) dziennikarka;
- Bolesław Antoni (1902-1920) uczeń, zginął podczas Bitwy Warszawskiej pod  Ossowem;
- Marek Józef (1906-2003) geolog i geograf[9]. Wnukiem Konrada jest Mieczysław Prószynski, syn Marka Prószyńskiego[10].